# 本寧頓 (新罕布什爾州普查規定居民點)
本寧頓（英語：Bennington）是位於美國新罕布什爾州希爾斯波羅縣的普查規定居民點。

## 人口
根據2020年美國人口普查的數據，本寧頓的面積為1.12平方千米，皆為陸地。當地共有人口338人，而人口密度為每平方千米301.79人。